# ۱۹۴ (قمری)
۱۹۴ (قمری)، صد و نود و چهارمین سال در گاهشماری هجری قمری است. اول محرم این سال برابر با نوزدهم اکتبر سال ۸۰۹ میلادی است.